# Llengües txibtxa
Les llengües txibtxa constitueixen un ampli grup de llengües parlades per diversos pobles amerindis, el territori tradicional dels quals s'estén des del nord-est d'Hondures, la costa del Carib de Nicaragua, la major part de Costa Rica, Panamà i Colòmbia fins a l'oest de Veneçuela.

## Demografia

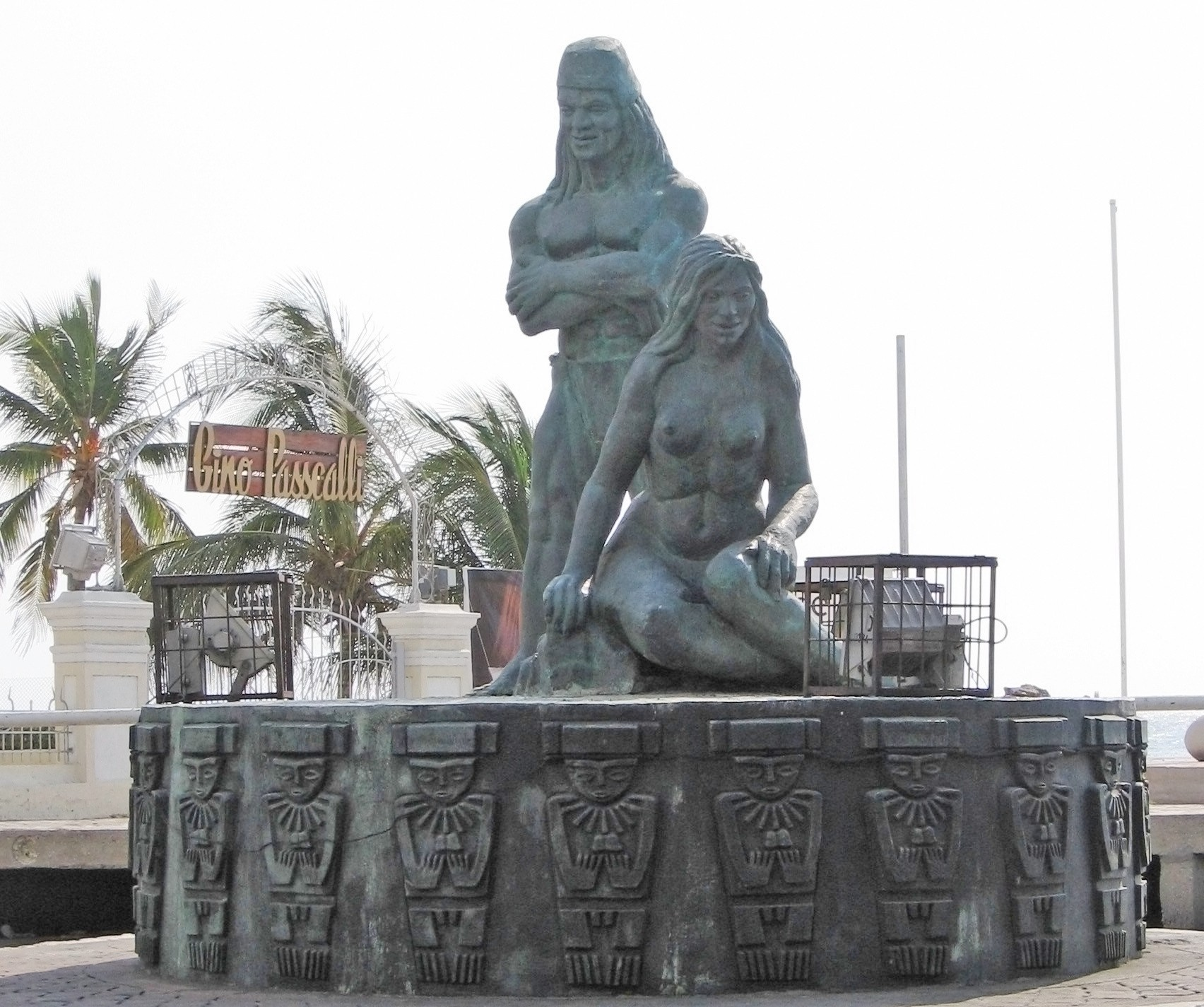
Monument al poble tairona a Santa Marta (Colòmbia)

S'ha aconseguit determinar que vint-i-quatre llengües pertanyen a aquesta família lingüística, vuit de les quals es troben extintes. Es tracta, sobretot, de llengües els territoris de les quals van coincidir amb els centres de major activitat social i política dels conqueridors espanyols.
Altres llengües es troben a la vora de l'extinció. Aquest és el cas del paya i el guatuso, ambdues amb uns sis-cents parlants aproximadament, i el rama, llengua parlada a Nicaragua de la qual solament quedaven 24 parlants l'any 2008.
Pertanyen a la família txibtxa les següents llengües: paya, rama, guatuso, huetar, bribri, cabécar, naso (terraba i teribe), bokota, movere, dorasque, chánguena, kuna, chimila, kogui (kaggaba), wiwa (guamaca, arsario, damana), kankuamo (atanque), arhuac (ika o bintucua), barí, u'wa (tunebo), muisca, duit (molt relacionat amb el muisca), guane, catío i nutabe. Possiblement el tairona pertany a aquest grup de llengües.
D'aquestes llengües, s'han extingit el huetar, el dorasque, el chánguena, el kankuamo, el muisca (estàs dues últimes en procés de recuperació per part dels seus pobles), el duit i, recentment, el boruca i el térraba.
D'algunes llengües extintes, com la dels muisques, van quedar textos, diccionaris i gramàtiques que també permeten el seu estudi i comparació. L'element cultural txibtxa es distingeix per la seva ceràmica, la seva organització social i les seves tradicions, encara que no necessàriament coincideix amb la família lingüística.

### Llengües txibtxes parlades en l'actualitat
| Posició | Autònim    | Exònim                   | Països on es parla   |
| ------- | ---------- | ------------------------ | -------------------- |
| 1       | Pech       | paya                     | Hondures             |
| 2       | rama       |                          | Nicaragua            |
| 3       | maléku     | guatuso                  | Costa Rica           |
| 4       | cabécar    |                          | Costa Rica           |
| 5       | bribri     |                          | Costa Rica · Panamà  |
| 6       | naso       | teribe                   | Panamà               |
| 7       | ngäbere    | guaymí                   | Costa Rica · Panamà  |
| 8       | buglere    | bokota                   | Costa Rica · Panamà  |
| 9       | Kuna       |                          | Panamà · Colòmbia    |
| 10      | ika        | bíntucua, arhuac         | Colòmbia             |
| 11      | wiwa       | damana, guamaca, arsario | Colòmbia             |
| 12      | kággaba    | kogui                    | Colòmbia             |
| 13      | u'wa       | tunebo                   | Colòmbia             |
| 14      | ette taara | chimiles                 | Colòmbia             |
| 15      | barí       | motilón                  | Colòmbia · Veneçuela |

## Classificació de les llengües txibtxa

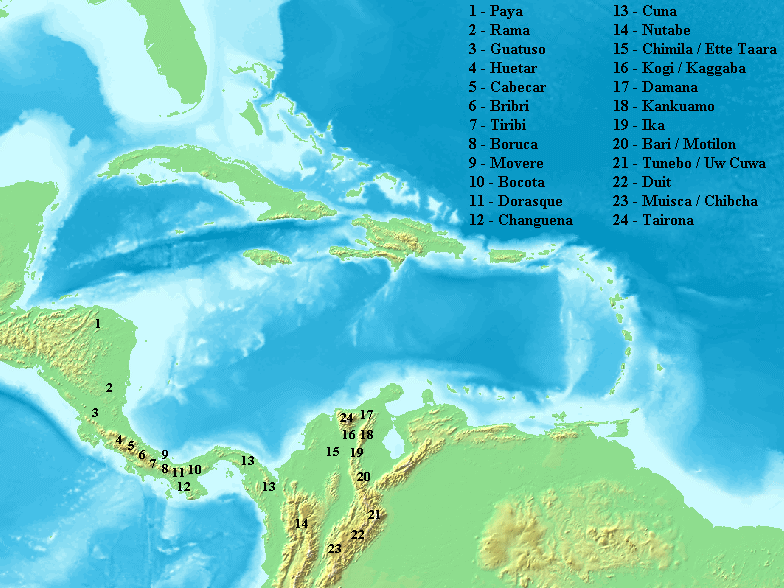
Distribució de les llengües txibtxa

Cassani (1741) va relacionar com a llengües txibtxa el muisca i el tunebo. Müller (1882) va proposar el parentiu d'aquestes llengües amb l'arhuac, la qual cosa va ser confirmat per Max Uhle (1888, 1890), qui a més va comprovar una relació la seva relació amb el guaymí i les llengües talamanquenyes, postulant l'existència de la família lingüística txibtxa. En la ponència de 1888, presentada en el VII Congrés Internacional d'Americanistes, Uhle va aconseguir demostrar hi havia una relació de parentiu entre les llengües talamanquenyes (bribri, cabécar, térraba, boruca), les llengües guaimís (move, murire, muoy), les llengües arhuaques (cábaga, guamaca, bintucua) i l'extint muisca, llengües parlades en parts d'Hondures, Nicaragua, Costa Rica, Panamà i Colòmbia.

### Classificació interna
En anys recents, el lingüista costa-riqueny Adolfo Constenla Umaña (1981, 1991, 1995) ha creat una detallada classificació de les llengües txibtxa. La més recent classificació d'aquest autor (Constenla 2008) divideix la família de la següent manera:

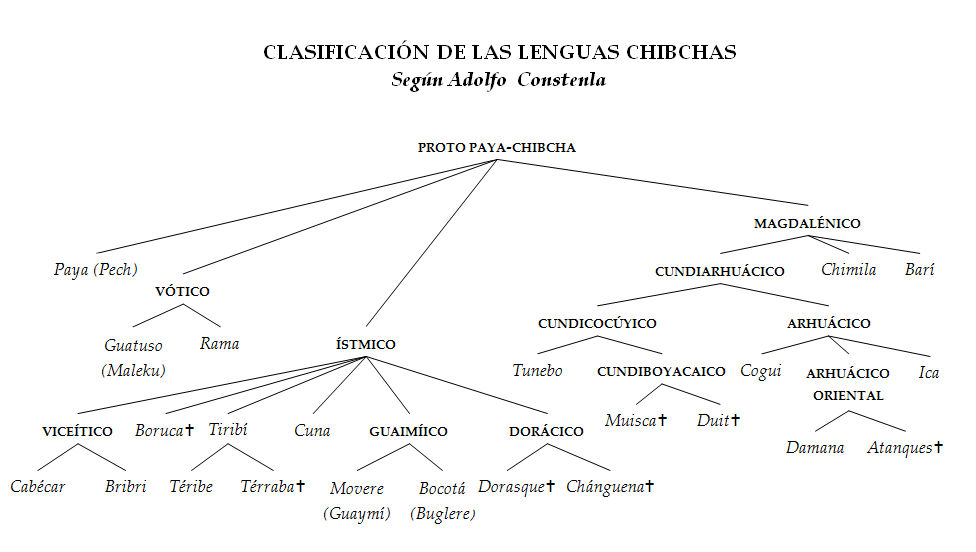
Classificació de la família lingüística txibtxa

I. Paya 990 parlants (1993)
II. Txibtxa nuclear
IIA. Llengües vòtiques
- Rama 24 (1989)
- Guatuso 750 (2000)
- Huetar (filiació probable)

IIB. Llengües ístmiques
B1. Ístmic occidental
a.Llengües viceítiques
- Cabécar 8.840 (2000)
- Bribri 11.000 (2000)

b.Boruca 5 (1986)
c.Naso (teribe o térraba) 3.005 (1991-1996)
B2. Llengües doràciques
- Dorasque
- Chánguena

B3. Ítsmic oriental
a.Llengües guaimíiques
- Movere (guaymí) 133.090 (1990-2000); 150.000 (2008)
- Buglere (bocotá) 2.500 (1986)

b. Kuna
- Paya-pucuro 1.200 (1990-1991)
- Chuana 57.100 (2000)

IIC. Llengües magdalèniques
C1. Magdalènic meridional
a. Llengües txibtxes
- Muisca
- Duit

b. Tunebo (U'wa)
- Occidental 700 (1998)
- Central 2.500 (2000)
- Barro Negro 300 (1981)
- Angosturas 50 (2009)

c. Barí 5.390 (2001)
C2. Magdalènic septentrional
a. Llengües arhuaques
a1.Kogui 11.000 (2007)
a2. Llengües arhuaques orientals-meridionals
i.Llengües arhuaques orientals
- Damana (wiwa o malayo) 1.920 (2001); 6.600 (2010)
- Atanque (kankui o kankuamo)†

ii.Ica 14.800 (2001)
b.Chimila 2.000 (2006)
C3. Sense classificar
- Antioqueño o nutabe †

### Relacions amb altres famílies

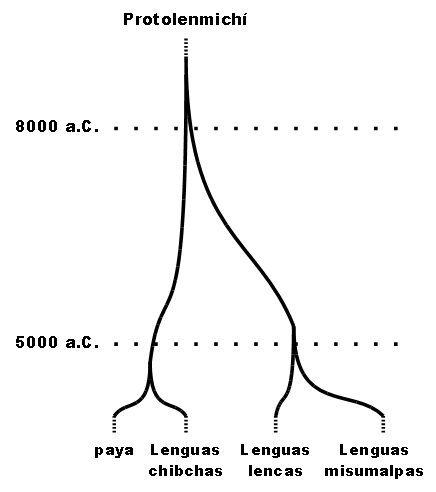
Esquema de la separació temporal del Microfilo lenmitxí.

Joseph Greenberg (1987), seguint a altres lingüistes, que en el passat van incloure un nombre més gran de llengües en la família txibtxa, ha proposat la hipòtesi d'una macrofamília macrotxibtxa, que inclouria, amb les llengües txibtxa pròpiament dites, al paez, a les llengües barbacoanes i a les llengües misumalpa. Aquesta hipòtesi, que no fa la unanimitat entre els lingüistes, encara no va ser satisfactòriament provada.
Amb el mètode comparatiu Adolfo Constenla (2005), va reeixir a provar que existeix una relació genealògica entre la família txibtxa i les llengües lenca i les misumalpa. En un treball anterior (Constenla 2002), ja havia provat el parentiu entre aquests dos últims grups de llengües. L'avantpassat comú d'aquestes llengües ha estat denominat per Constenla microfil lenmitxí. Aquest va haver de parlar-se prop del 8000 aC en algun lloc de l'Istme Centroamericà.

## Descripció lingüística

### Fonologia
Constenla (2008) reconstrueix un sistema fonològic pel prototxibtxa format pel següent sistema vocàlic:
|              | Anteriors | Centrals | Posteriors |
| ------------ | --------- | -------- | ---------- |
| Tancades     | *i        |          | *u         |
| Semitancades | *e        |          | *o         |
| Oberta       |           | *a       |            |

Constenla (2008) reconstruí el següent grup de consonants:
|            | Bilabial | Alveolar | Velar | Glotal |
| Oclusives  | *p *b    | *t *d    | *k *g | *ʔ     |
| Africada   |          | *ts      |       |        |
| Fricatives |          | *s       |       | *h     |
| Vibrant    |          | *r       |       |        |
| Lateral    |          | *l       |       |        |

A més dels fonemrs segmentals anteriors, es reconstrueixen les següents característiques suprasegmentals:
- Nasalitat vocàlica distintiva: (*~)
- Tres tons: baix (*¹), mig (*²) i alt (*3)
- Accent: (*')

### Comparació lèxica
El següent quadre mostra els numerals de l'1 al 10 i les reconstruccions proposades per als principals grups:
| GLOSSA | Paya  | PROTO- VÒTIC | PROTO- ÍSTMIC   | PROTO- MAGDALÈNIC | PROTO- TXIBTXA |
| ------ | ----- | ------------ | --------------- | ----------------- | -------------- |
| 1      | as    |              | *e-kwə          |                   |                |
| 2      | pōk   | *pau-k-      | *boke           | *ᵐbúka            | *bauka         |
| 3      | máih  | *poi-        | *mayã           | *ᵐbai             | *baiã          |
| 4      | kā    | *pake-       | *bake           | *ᵐbakái           | *pəkái         |
| 5      | aúnki |              | *tig(?) (*skẽ-) | *-tikʷ-           | *(a)tik-(?)    |
| 6      | séra  |              | *ter-           | *ter-             | *ter-          |
| 7      | tavuá |              | *gug(l)e        | *kuku-            | *kuku-         |
| 8      | óva   |              | *kwog-          | *abi-             |                |
| 9      | tax   |              |                 |                   |                |
| 10     | úka   |              | *taba(?)        | *ukʷa-            | *uka           |

La següent taula inclou alguns cognats entre llengües txibtxa:
| Paya | Vòtic    | Ístmic    | Ístmic | Magdalènic | Magdalènic | GLOSA         |
| Paya | Guatuso  | Bribri    | Kuna   | Kogui      | Muisca (†) | GLOSA         |
| ---- | -------- | --------- | ------ | ---------- | ---------- | ------------- |
| tōk  | tió-Ki   | ɛ-tsuk-   | toka   |            |            | 'entrar'      |
| wāk  | xuá-Ki   | wo        | wakala | waka       | bique      | 'cara'        |
| sã   | čiá      | tsã       | saila  | sãĩ-       | zye        | 'cap, cabell' |
| píš  | pí-Ki-ka | bikãs     | pikwa  | bitsa      | biua/fiua  | '¿quants?'    |
| pí   | pi-      | bi-       | pi-    | mi-        | bes        | interrogatiu  |
| -tá- | ɛbedo    |           | ta     | na-        | -za        | negatiu       |
| -wa  |          | -wa       |        | -wa        | -squa      | T. present    |
| tīš  | tí-Ki    | tke       | tik-   | ni-ka      | xi-squa    | 'sembrar'     |
| parī | pálo-xa  | bolo-bolo |        | málu(rze)  | -basy-     | 'dolç'        |
| pōk  | páuŋka   | bok       | pōkwa  | máužua     | boza       | '2'           |
| -tia | tí       | diʔ       | ti(i)  | ni         | sie        | 'aigua'       |
| pa-  | po       | beʔ       | pe     | ma         | mue        | 'tu'          |

(l'accent indica el to alt)